# Christof Schütte

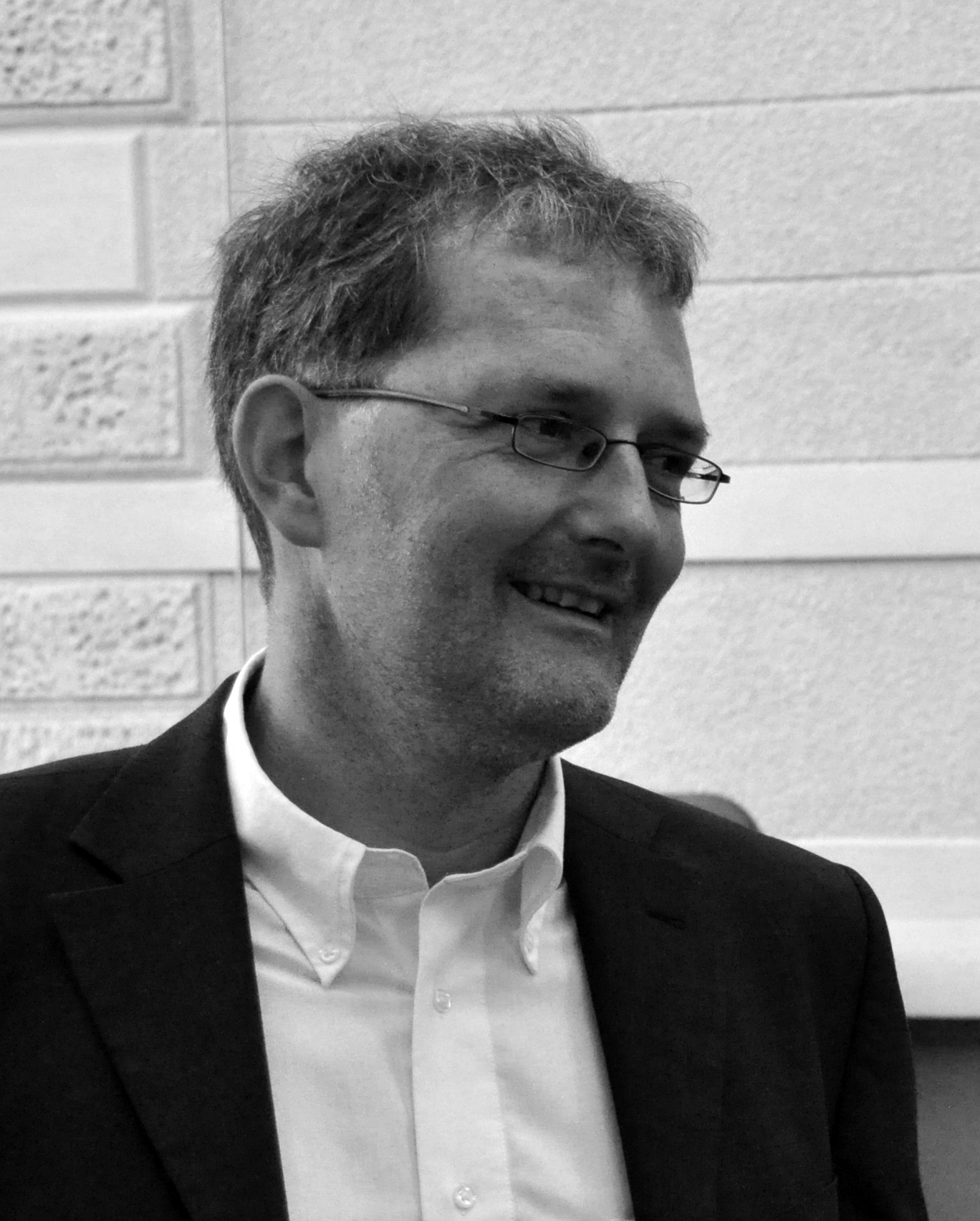
Der Mathematiker Christof Schütte

Christof Schütte (* 10. April 1966) ist ein deutscher Mathematiker.
Schütte studierte ab 1986 Physik, Mathematik und Informatik an der Universität Paderborn und erwarb dort 1991 das Diplom in Physik. 1994 wurde Schütte an der Freien Universität Berlin bei Peter Deuflhard promoviert (A Quasiresonant Smoothing Algorithm For Solving Large Highly Oscillatory Differential Equations From Quantum Chemistry) und seine Habilitation erfolgte 1999 ebenfalls an der FU Berlin. Seit 2000 ist Schütte Professor an der FU Berlin und leitet dort in der Numerischen Mathematik seither die Arbeitsgruppe Biocomputing. Daneben leitet Schütte die Arbeitsgruppe „Mathematics for Life and Materials Sciences“ am Zuse-Institut Berlin, dem er seit 2015 auch als Präsident vorsteht. Auch in anderen Einrichtungen der Berliner Mathematik übernahm Schütte Leitungspositionen, etwa als stellvertretender Vorsitzender der Berlin Mathematical School (2006–2010), des Forschungszentrums Matheon (seit 2008) oder des Einstein Centers für Mathematik (seit 2016).
Schüttes Forschungsschwerpunkte sind unter anderem die Modellierung und Simulation von Multiskalenprozessen, wie sie etwa in der Moleküldynamik auftreten.
2010 war Schütte Invited Speaker auf dem Internationalen Mathematikerkongress in Hyderabad (On Markov State Models for Metastable Processes).

## Veröffentlichungen (Auswahl)
- mit Jan-Hendrik Prinz, Hao Wu, Marco Sarich, Bettina Keller, Martin Senne, Martin Held, John D. Chodera und Frank Noé: Markov models of molecular kinetics: Generation and validation. The Journal of chemical physics 134, 174105, 2011.
- mit Frank Noé, Eric Vanden-Eijnden, Lothar Reich und Thomas R. Weikl: Constructing the equilibrium ensemble of folding pathways from short off-equilibrium simulations. Proceedings of the National Academy of Sciences 106, no. 45  19011–19016, 2009.